# Jiangmen
Jiangmen is stad en een stadsprefectuur in de provincie Guangdong, ten westen van de stadsprefecturen Zhonshan en Kanton (Guangzhou). De prefectuur heeft 4,8 miljoen inwoners, waarvan 2,7 miljoen inwoners in de stad zelf wonen (volkstelling 2020). Jiangmen ligt in het zuiden van Volksrepubliek China en is onderdeel van de agglomeratie rondom Guangzhou (Kanton), de Parelrivierdelta, met 72.7 miljoen inwoners de grootste metropool ter wereld.

In Jiangmen wordt de Jubaolou (聚寶樓) tongsing (通勝) gemaakt, een almanak gebaseerd op de traditionele Chinese godsdienst.

## Geografie
Het gebied is verdeeld in een district en vier stadsarrondissementen:
- Xinhui (district)
- Taishan
- Kaiping
- Enping
- Heshan

De eerste vier gebieden (zonder Heshan) staan samen ook bekend als Siyi.

## Geboren
- Liang Qichao (1873-1929), geleerde, journalist, filosoof en hervormer tijdens de Qing-dynastie
- Tan Sixin (1995), gymnaste